# Högenbrünnele

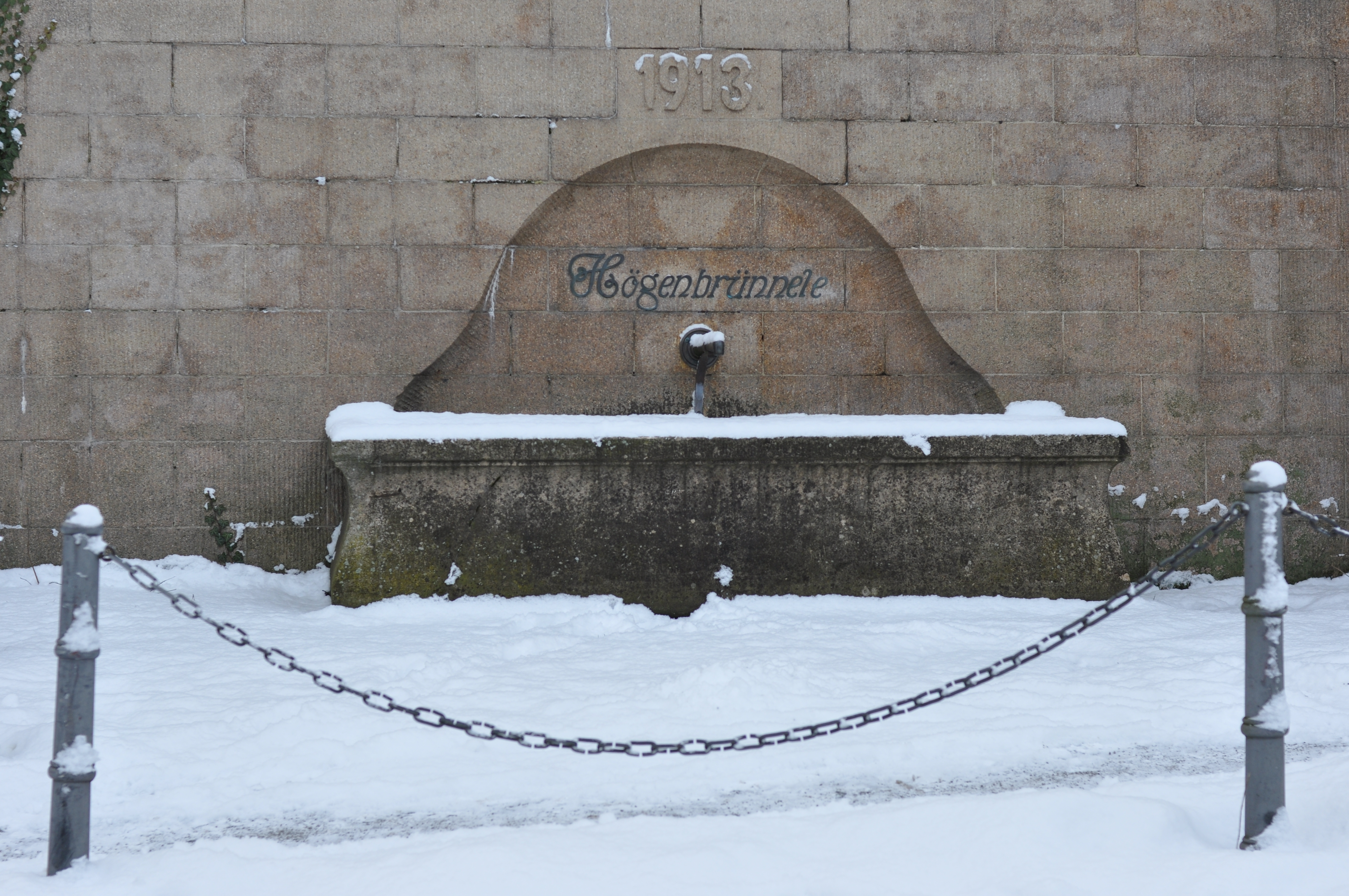
Högenbrünnele

Das Högenbrünnele ist ein Brunnen in Stuttgart-Feuerbach an der Gernotstraße beim Aufgang zur Rüdigerstraße. Es steht samt Böschungsmauer und Treppe unter Denkmalschutz.

## Geschichte
Der Jugendstilbrunnen stammt aus dem Jahr 1913. Wer ihn gestaltet hat, ist laut Denkmalliste nicht bekannt.
Sowohl der Brunnen als auch die Treppenanlage wurden aus Ortbeton mit Kunststeinvorsatz gefertigt. Der Name des Brunnens geht auf „Hag“ oder „Hecke“ zurück.
1897 wurde in der Stuttgarter Straße nahe dem alten Postgebäude in einer Tiefe von drei Metern ein römisches Bad entdeckt. Den Boden bildeten flache Ziegelsteine, die Wasserzufuhr war offenbar über ein Zinnrohr erfolgt, das aus der Richtung des heutigen Högenbrünneles in das Becken einmündete, auch das Hypocaustum war noch zu erkennen. Die Anlage gehörte offenbar zu einer Villa rustica, die unmittelbar neben der Römerstraße gelegen hatte. Das Wasser der Quelle, die aus dem Keupersandstein hervortrat, war nahezu kalkfrei und damit zum Baden sehr geeignet. Wenige Jahre nach der Entdeckung des römischen Bades war sie allerdings versiegt.
Eine Villa rustica, die an der unteren Stuttgarter Straße gefunden wurde, bezog ihr Wasser aus einer Quelle oberhalb des Birkenwäldles, die bis in die Zeit vor dem Zweiten Weltkrieg noch Wasser lieferte, mittlerweile aber versiegt ist.
Das Högenbrünnele, das 1983 saniert wurde, ist deshalb ans öffentliche Wassernetz angeschlossen und liefert damit Trinkwasser. Es ist während der Brunnensaison täglich von 8.30 Uhr bis 22.00 Uhr in Betrieb.